# Grand Prix automobile de Monaco 1963
GP précédent GP suivant
Le Grand Prix de Monaco 1963 (XXIe Grand Prix de Monaco), disputé sur le circuit de Monaco le 26 mai 1963, est la cent-douzième épreuve du championnat du monde de Formule 1 courue depuis 1950 et la première manche du championnat 1963. L'épreuve est également dénommée Grand Prix d'Europe 1963.

## Contexte avant la course

### Le championnat du monde
Depuis 1961, la Formule 1 suit la réglementation 1 500 cm3 (dérivée de l'ancienne Formule 2 de la période 1957 à 1960). Initialement prévue pour une période de trois ans, la formule vient d'être prolongée de deux années supplémentaires par la Commission sportive internationale, garantissant la stabilité technique jusqu'à fin 1965. La réglementation s'appuie sur les points suivants :
- interdiction des moteurs suralimentés
- cylindrée minimale : 1 300 cm3
- cylindrée maximale : 1 500 cm3
- poids minimal : 450 kg (à sec)
- double circuit de freinage obligatoire
- arceau de sécurité obligatoire (le haut du cerceau devant dépasser le casque du pilote)
- démarreur de bord obligatoire
- carburant commercial
- ravitaillement en huile interdit durant la course

La supériorité de ses moteurs avait permis à la Scuderia Ferrari de dominer la saison 1961 face à une concurrence britannique mal préparée à la nouvelle réglementation, domination éphémère car dès l'année suivante les constructeurs anglais ont retrouvé leur suprématie, leurs agiles et légères monoplaces exploitant parfaitement le potentiel des nouveaux moteurs V8 développés par BRM et Coventry Climax alors que l'écurie italienne, déstabilisée par la perte d'une partie de son encadrement technique, a vécu une saison catastrophique avec une monoplace au châssis totalement dépassé. Le titre 1962 a été très disputé entre Jim Clark, au volant de la révolutionnaire Lotus 25 à châssis monocoque, et son compatriote Graham Hill, sur BRM, qui s'est attribué la couronne mondiale à l'issue de la dernière manche. Les deux hommes se sont partagé les victoires dans les épreuves hors championnat déjà disputées en ce début d'année, et seront les principaux acteurs de la saison 1963.

### Le circuit

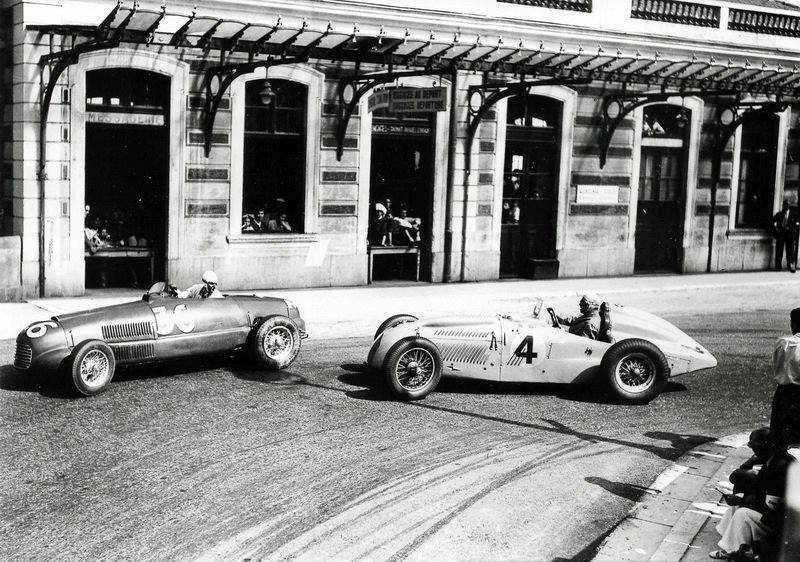
Le virage de la gare, un des passages délicats du circuit.

Tracé dans les rues de la principauté, le circuit de Monaco n'est utilisé qu'une fois par an, au printemps, accueillant, outre le Grand Prix de Formule 1, une épreuve de Formule Junior organisée le même week-end. C'est en 1929 qu'eut lieu la première édition de cet évènement, créé à l'initiative d'Antony Noghès, qui avait salué la victoire du Franco-Britannique Williams au volant de sa Bugatti. Pratiquement inchangé depuis sa création, le circuit se caractérise par une succession de virages très serrés et l'étroitesse de la piste ; l'absence de toute zone de dégagement accentue la difficulté du tracé, qui ne permet aucune faute de pilotage et se révèle très éprouvant pour les pilotes et pour les monoplaces. À la suite du carambolage survenu l'année précédente, la ligne de départ a été déplacée après le virage du Gazomètre et les monoplaces seront désormais alignées deux par deux sur la grille. Le record officiel de la piste est détenu par Jim Clark, auteur d'un tour à 118,5 km/h de moyenne au volant de sa Lotus lors de l'édition 1962 du Grand Prix.

## Monoplaces en lice
- BRM P57 "Usine"

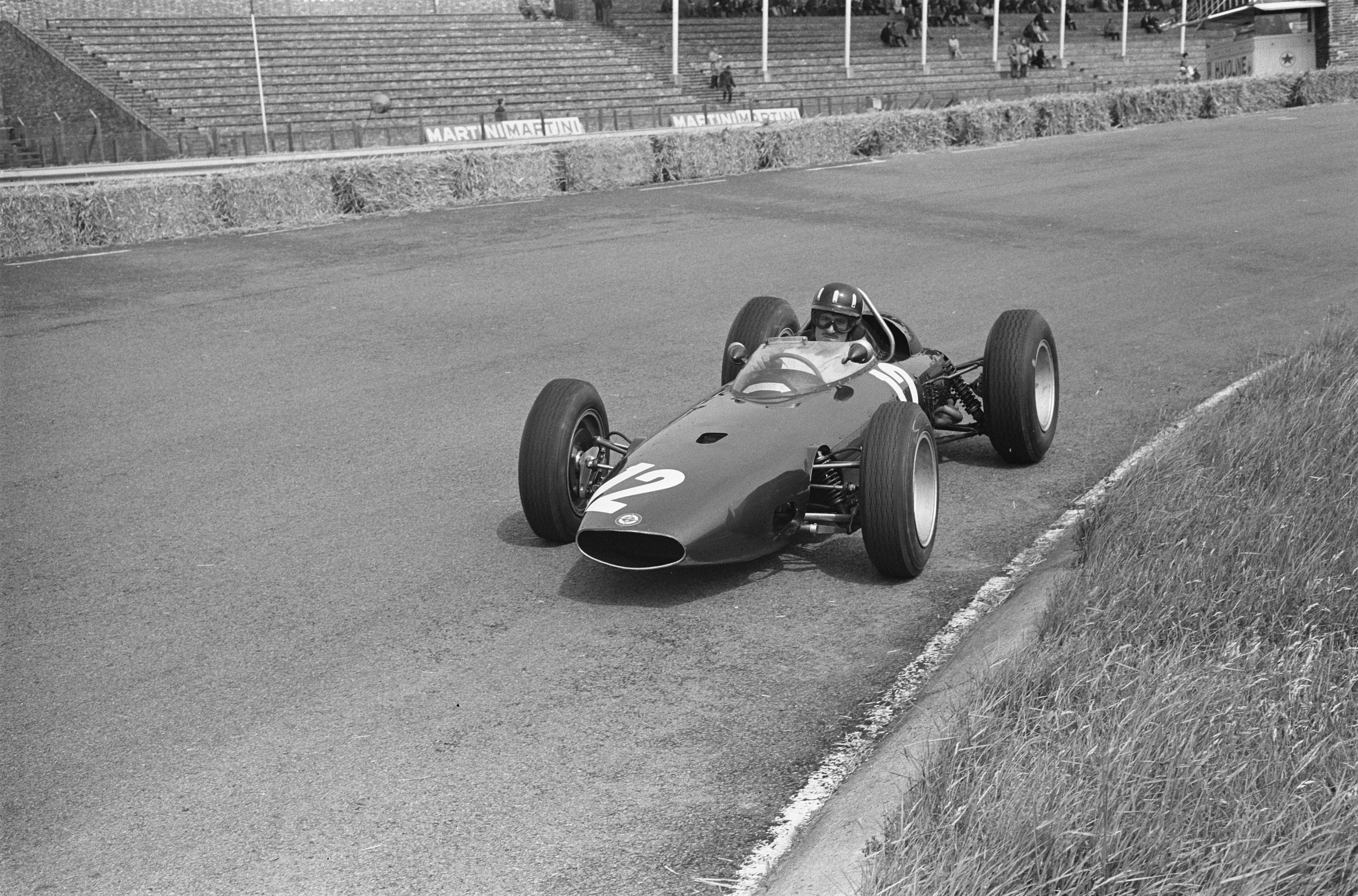
Graham Hill au volant de la BRM P57.

L'équipe championne du monde a commencé la réalisation, sous la direction de Tony Rudd, d'une nouvelle monoplace à structure monocoque, la P61, dont les premiers tours de roues sont programmés courant juin. Pour l'épreuve monégasque, Graham Hill et Richie Ginther utilisent encore leurs P57, à châssis tubulaire, de la saison précédente. Pesant 475 kg, elles sont équipées d'un moteur V8 à injection indirecte Lucas, dont la puissance a été portée à 200 chevaux. La boîte de vitesses, également conçue en interne, est à cinq rapports, la nouvelle boîte à six vitesses n'étant pas jugée utile sur le tourniquet de Monaco. Hill a honoré son titre de champion du monde en s'imposant au Lombank Trophy, à Snetterton, ainsi qu'aux 200 miles d'Aintree, deux courses hors championnat. Lorenzo Bandini aurait dû disposer de la P57 rachetée par la Scuderia Centro Sud, mais l'usine a récupéré la voiture afin que ses pilotes disposent d'un mulet et le jeune Italien a dû déclarer forfait.
- Lotus 25 "Usine"

Disposant de la machine la plus performante du plateau grâce à sa structure monocoque, quatre fois plus rigide que les traditionnelles structures multitubulaires, l'équipe de Colin Chapman a principalement œuvré à fiabiliser les Lotus 25 de la saison précédente. Les principales modifications ont surtout porté sur le moteur, l'usine adoptant désormais la version MkII (avec injection indirecte Lucas et vilebrequin renforcé) du moteur V8 Coventry Climax FWMV, développant 198 chevaux à 9500 tr/min. Conçue sur mesure pour Jim Clark, pilote de la taille d'un jockey, la 25 est la plus compacte des monoplaces du plateau ; très basse (71 cm), elle exige une position de conduite très allongée. Équipée d'une boîte de vitesses ZF à cinq rapports, elle pèse 455 kg à sec. Pour l'épreuve monégasque, Clark et Trevor Taylor disposent des nouvelles versions à injection, avec possibilité d'utiliser la voiture de réserve, dotée d'une version MKI du moteur Climax FWMV (quatre carburateurs double corps Weber, 184 chevaux).
- Lotus 24 privées

Après deux années sous le nom UDT Laystall, qui lui apportait un soutien financier, l'écurie British Racing Partnership (BRP) a repris son identité initiale. Toujours dirigée par Alfred Moss et Ken Gregory, BRP a prévu de construire sa propre monoplace pour 1963. En attendant, l'équipe britannique continue à utiliser ses Lotus 24 de la saison précédente (châssis tubulaire, moteur V8 BRM, 455 kg), Innes Ireland étant désormais épaulé par le Texan Jim Hall. Souvent en désaccord avec son employeur Georges Filipinetti la saison passée, Joseph Siffert a racheté la Lotus 24 à moteur V8 BRM à l'écurie, monoplace qu'il engage désormais sous sa propre structure, baptisée «Siffert Racing Team». C'est au volant de cette voiture que le pilote suisse vient de remporter sa première victoire en Formule 1, ayant battu Clark lors du dernier Grand Prix de Syracuse, le mois précédent. Engagé par Reg Parnell, John Campbell-Jones devait piloter un modèle identique, mais la casse de la boîte de vitesses lors du dernier Grand Prix de Rome, quelques jours plus tôt, a contraint le Britannique à déclarer forfait pour Monaco. L'aristocrate néerlandais Carel Godin de Beaufort ayant renoncé à participer, le pilote amateur français Bernard Collomb a pris sa place et aligne sa Lotus 24 personnelle, dotée d'un moteur V8 Climax à carburateurs.
- Cooper T66 "Usine"

Le constructeur de Surbiton a engagé deux de ses nouvelles T66 pour Bruce McLaren et Tony Maggs. Évolution de la T60 de 1962, également conçue par Owen Maddock, la T66 possède un châssis tubulaire. Dotée d'un moteur V8 Climax à injection, accouplé à une boîte de vitesses à six rapports, elle pèse environ 460 kg à sec.
- Cooper T60 privée

Rob Walker a racheté à l'usine une de ses Cooper T60, confiée au Suédois Joakim Bonnier qui a rejoint l'équipe à la suite du retrait de Porsche.  Elle est équipée de la dernière version du moteur V8 Climax, à injection.
- Ferrari 156 "Usine"

Après une saison 1962 très décevante, le directeur technique de la Scuderia Ferrari, Mauro Forghieri, a redessiné le châssis de la Ferrari 156, concevant un treillis plus compact et plus léger que sur le modèle 1962. Le moteur V6 est désormais doté d'un système d'injection directe Bosch, développant environ 200 chevaux à 10500 tr/min. Pesant 480 kg, la nouvelle voiture conserve les principaux éléments mécaniques de sa devancière mais bénéficie d'une nouvelle suspension arrière, avec bras latéraux tirés comme sur les Lotus. Les roues à fils ont été remplacées par des jantes en magnésium. Testée lors de l'International Trophy, à Silverstone (hors championnat), la 156-63 n'a pas donné entière satisfaction à John Surtees, nouvelle recrue de la Scuderia, qui déplore un manque de rigidité de la coque. La Scuderia a engagé deux monoplaces de ce type pour Monaco, Surtees conservant celle utilisée à Silverstone tandis que son coéquipier Willy Mairesse étrenne un châssis neuf, en remplacement de celui accidenté en Angleterre.
- Brabham BT3 & BT7 "Usine"

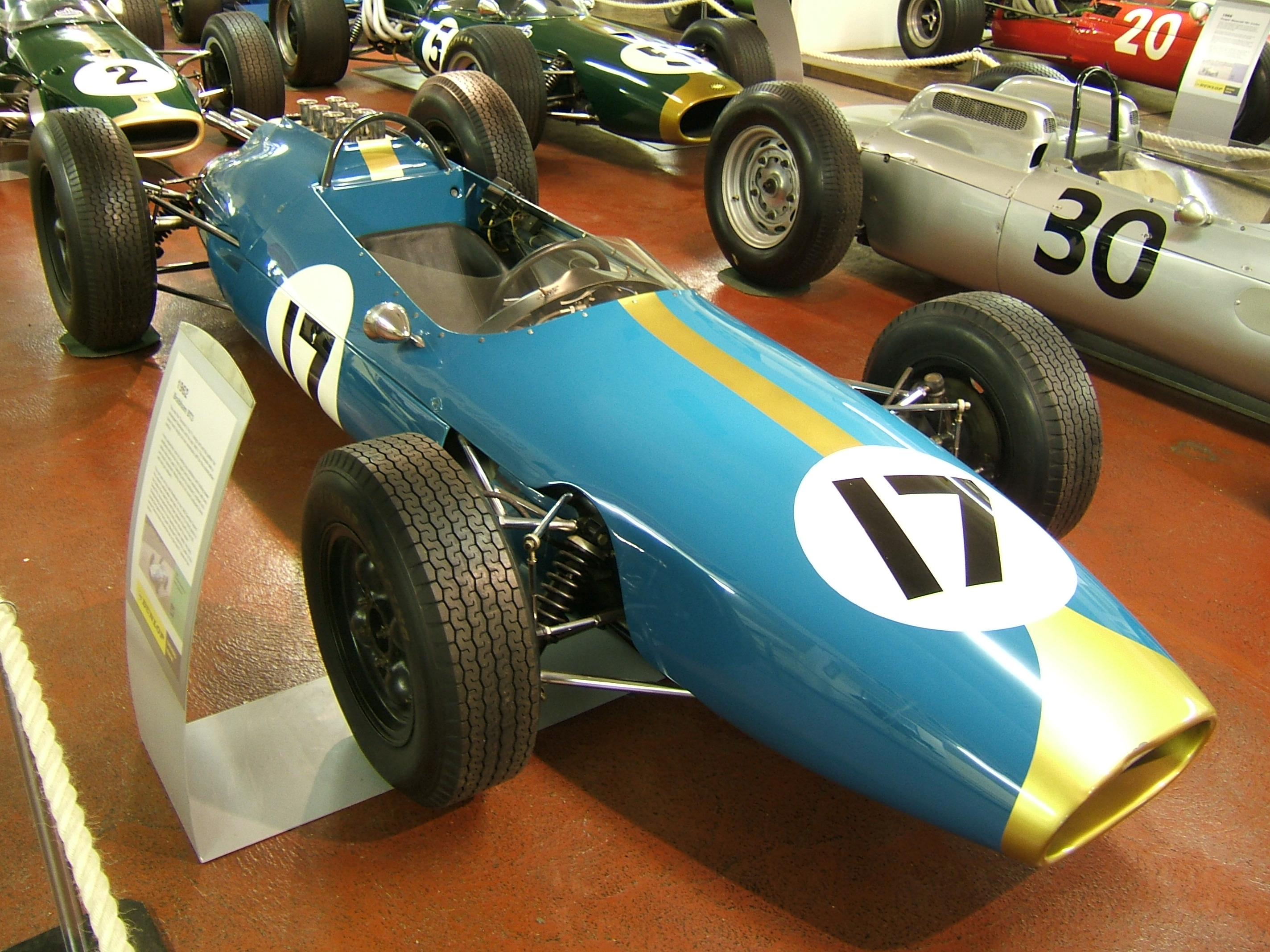
La Brabham BT3, à moteur V8 Climax.

Recruté par Jack Brabham après l'arrêt du programme F1 de Porsche, Dan Gurney pilote la nouvelle BT7, Brabham continuant à utiliser sa BT3 de la saison passée. Ces deux monoplaces à châssis tubulaire, techniquement très proches, sont équipées du moteur V8 Climax à injection. Le cockpit de la BT7 est cependant plus grand que celui de la BT3, tenant compte de la haute stature du pilote américain, et les réservoirs de carburant sont latéraux. Si la BT3 a conservé la boîte Colotti à six rapports, la monoplace de Gurney étrenne la nouvelle boîte Hewland à cinq rapports. Ainsi équipée, la BT7 pèse 470 kg à vide, contre 465 pour la BT3.
- ATS 100 "Usine"

Ayant quitté la Scuderia Ferrari durant l'hiver 1961-1962, Carlo Chiti, Giotto Bizzarrini, Romolo Tavoni et Gerolamo Gardini ont fondé, avec l'appui financier du comte Giovanni Volpi, la société Automobili Turismo e Sport (ATS), basée à Pontecchio Marconi, près de Bologne. En plus d'un projet de voiture de grand tourisme, la nouvelle compagnie a pour objectif de battre Ferrari en Formule 1 ! Baptisée ATS 100, la première monoplace est achevée à la fin de l'année 1962 et a effectué ses premiers tours de roues aux mains du pilote-essayeur britannique Jack Fairman. Également transfuges de la Scuderia Ferrari, Phil Hill et Giancarlo Baghetti ont été engagés pour la saison 1963. Une deuxième monoplace a été réalisée durant l'hiver, mais les essais ne se sont pas suffisamment montrés concluants pour envisager une participation aux épreuves hors championnat courues jusqu'alors. Ces monoplaces de 460 kg à moteur V8 maison de 190 chevaux doivent débuter à Monaco, bien que leur mise au point laisse encore à désirer.
- De Tomaso 801 "Usine"

Alejandro de Tomaso avait initialement engagé sa 801 à moteur huit cylindres à plat pour l'Argentin Nasif Estéfano, mais l'équipe n'a pu réparer l'embrayage endommagé lors du Grand Prix de Rome la semaine précédente et a dû déclarer forfait.
- Lola Mk4 privées

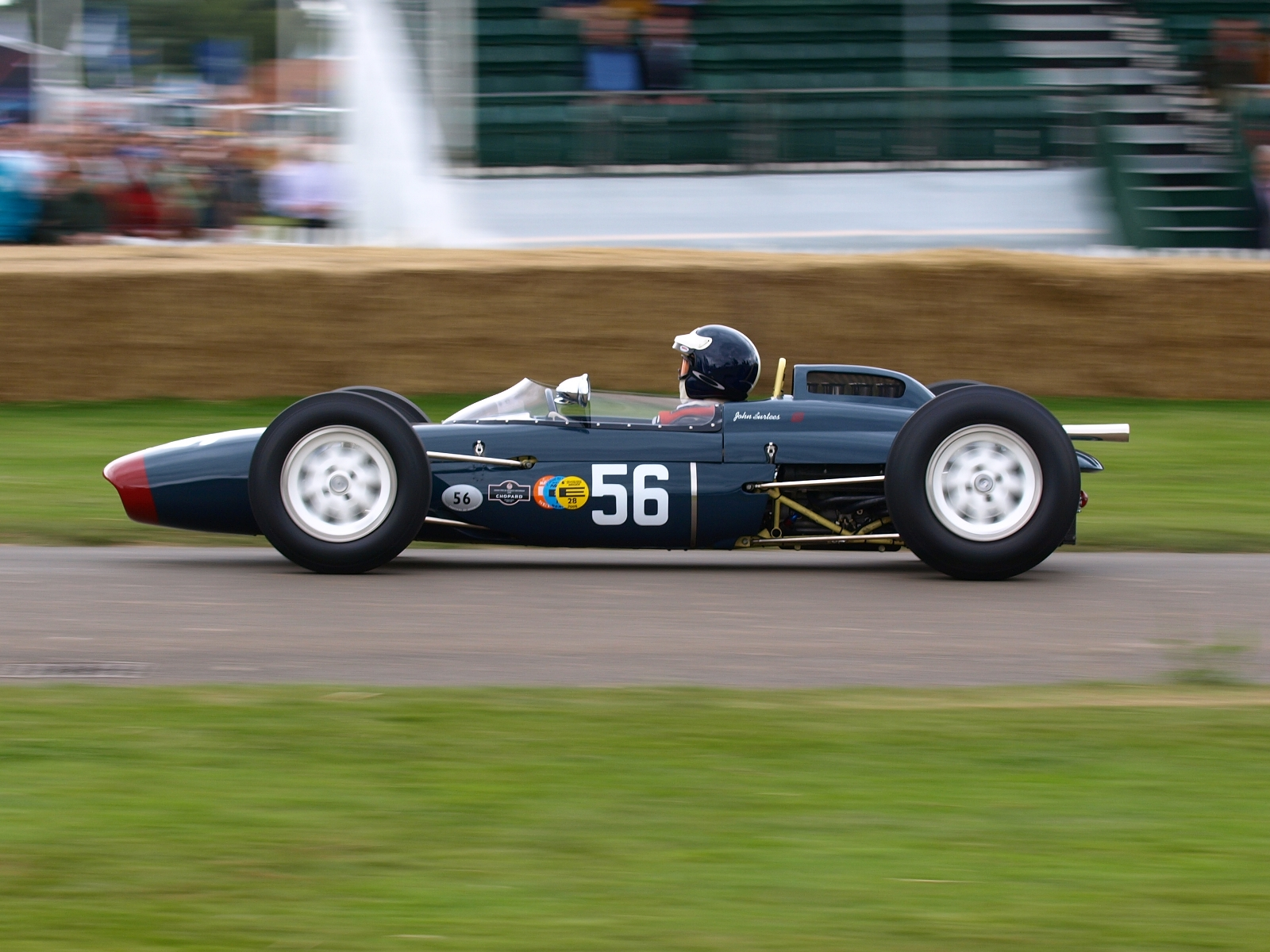
Une Lola Mk4 lors d'une course historique.

Reg Parnell aligne deux Lola Mk4 pour Chris Amon et Maurice Trintignant. Ces deux monoplaces ont été rachetées à l'équipe Bowmaker Racing. Pesant 490 kg, elles sont équipées d'un moteur V8 Climax à quatre carburateurs double corps. Amon dispose de la version Mk4A, avec boîte de vitesses Colotti à six rapports, Trintignant d'une version un peu plus ancienne à boîte cinq vitesses.
- Scirocco SP

Le jeune mécène américain Hugh Powell avait retenu deux engagements pour l'épreuve monégasque, pour faire débuter ses Scirroco SP, des monoplaces dérivées de l'Emeryson Mk3 et équipées d'un moteur V8 BRM. Le programme de réalisation ayant pris du retard, seule la monoplace de Tony Settember est achevée pour la date, son coéquipier Ian Burgess devant déclarer forfait. Estimant cependant qu'il était risqué de faire courir la nouvelle monoplace à Monaco sans essai préalable, Settember a finalement renoncé à participer alors que le transporteur se rendait sur le circuit !
- Porsche 718 privée

Jugeant le coût de développement des monoplaces trop onéreux, Porsche a mis un terme à son implication en Formule 1, mais la marque allemande reste cependant présente sur les grands prix grâce à l'écurie Maarsbergen du pilote amateur Carel Godin de Beaufort. Initialement engagé sur son ancienne Porsche 718 (une ancienne F2 de 1960), l'aristocrate hollandais a cependant annulé son déplacement en principauté, estimant ses chances de qualification trop faibles.

## Coureurs inscrits
| no | Pilote              | Écurie                      | Constructeur | Modèle         | N° châssis | Moteur                  | Pneumatiques | Commentaire                                                    |
| -- | ------------------- | --------------------------- | ------------ | -------------- | ---------- | ----------------------- | ------------ | -------------------------------------------------------------- |
| 1  | Phil Hill           | Automobili Turismo e Sport  | ATS          | ATS 100        | 100-01     | ATS V8                  | D            | forfait après première journée d'essais (voiture non prête)    |
| 2  | Giancarlo Baghetti  | Automobili Turismo e Sport  | ATS          | ATS 100        | 100-02     | ATS V8                  | D            | forfait après première journée d'essais (voiture non prête)    |
| 3  | Jack Brabham        | Brabham Racing Organisation | Brabham      | Brabham BT3    | F1-1-62    | Coventry Climax FWMV V8 | D            | voiture non utilisée en course (moteur utilisé par Gurney)     |
| 4  | Dan Gurney          | Brabham Racing Organisation | Brabham      | Brabham BT7    | F1-1-63    | Coventry Climax FWMV V8 | D            |                                                                |
| 5  | Richie Ginther      | Owen Racing Organisation    | BRM          | BRM P57        | 5784       | BRM P56 V8              | D            |                                                                |
| 6  | Graham Hill         | Owen Racing Organisation    | BRM          | BRM P57        | 5785       | BRM P56 V8              | D            |                                                                |
| T  | Graham Hill         | Owen Racing Organisation    | BRM          | BRM P57        | 5781       | BRM P56 V8              | D            | mulet (monoplace initialement prévue pour Scuderia Centro Sud) |
| 7  | Bruce McLaren       | Cooper Car Company          | Cooper       | Cooper T66     | F1-4-63    | Coventry Climax FWMV V8 | D            |                                                                |
| 8  | Tony Maggs          | Cooper Car Company          | Cooper       | Cooper T66     | F1-5-63    | Coventry Climax FWMV V8 | D            |                                                                |
| 9  | Jim Clark           | Team Lotus                  | Lotus        | Lotus 25       | 25 R4      | Coventry Climax FWMV V8 | D            |                                                                |
| T  | Jim Clark           | Team Lotus                  | Lotus        | Lotus 25       | 25 R3      | Coventry Climax FWMV V8 | D            | mulet loué à Brabham pour la course (no 3)                     |
| 10 | Trevor Taylor       | Team Lotus                  | Lotus        | Lotus 25       | 25 R5      | Coventry Climax FWMV V8 | D            |                                                                |
| 11 | Joakim Bonnier      | Rob Walker Racing Team      | Cooper       | Cooper T60     | F1-18-61   | Coventry Climax FWMV V8 | D            |                                                                |
| 12 | Jim Hall            | British Racing Partnership  | Lotus        | Lotus 24       | 24-945     | BRM P56 V8              | D            |                                                                |
| 14 | Innes Ireland       | British Racing Partnership  | Lotus        | Lotus 24       | 24-944     | BRM P56 V8              | D            |                                                                |
| 15 | Chris Amon          | Reg Parnell Racing          | Lola         | Lola Mk4A      | BRGP-44    | Coventry Climax FWMV V8 | D            | forfait pour la course : cède sa voiture à Trintignant (no 17) |
| 16 | John Campbell-Jones | Reg Parnell Racing          | Lotus        | Lotus 24       | 24-940     | BRM P56 V8              | D            | forfait : boîte de vitesses hors d'usage                       |
| 17 | Maurice Trintignant | Reg Parnell Racing          | Lola         | Lola Mk4       | BRGP-42    | Coventry Climax FWMV V8 | D            | moteur cassé aux essais, utilise la Lola d'Amon pour la course |
| 18 | Ian Burgess         | Scirocco Racing Cars        | Scirocco     | Scirocco SP    | SP-2-63    | BRM P56 V8              | D            | forfait (voiture non prête)                                    |
| 19 | Tony Settember      | Scirocco Racing Cars        | Scirocco     | Scirocco SP    | SP-1-63    | BRM P56 V8              | D            | forfait (décision personnelle de Settember)                    |
| 20 | Willy Mairesse      | SpA Ferrari SEFAC           | Ferrari      | Ferrari 156-63 | 156/0003   | Ferrari 178 V6 (120°)   | D            |                                                                |
| 21 | John Surtees        | SpA Ferrari SEFAC           | Ferrari      | Ferrari 156-63 | 156/0001   | Ferrari 178 V6 (120°)   | D            |                                                                |
| 22 | Nasif Estéfano      | Scuderia De Tomaso          | De Tomaso    | De Tomaso 801  | F1-801     | De Tomaso F8            | D            | forfait : embrayage hors d'usage                               |
| 23 | Lorenzo Bandini     | Scuderia Centro Sud         | BRM          | BRM P57        | 5781       | BRM P56 V8              | D            | forfait (monoplace utilisée comme mulet par BRM)               |
| 24 | Bernard Collomb     | Privé                       | Lotus        | Lotus 24       | 24-949     | Coventry Climax FWMV V8 | D            |                                                                |
| 25 | Joseph Siffert      | Siffert Racing Team         | Lotus        | Lotus 24       | 24-950     | BRM P56 V8              | D            |                                                                |

## Qualifications
Trois séances qualificatives sont au programme, le jeudi après-midi, le vendredi matin et le samedi après-midi précédant la course. Seuls seize pilotes seront admis au départ. Les pilotes ayant obtenu un titre de champion du monde ou une victoire au Grand Prix de Monaco étant qualifiés d'office, les onze autres places sur la grille seront attribuées aux plus rapides des autres engagés.
- Pilotes qualifiés d'office :
- Les trois champions du monde engagés : Jack Brabham, Phil Hill et Graham Hill
- Maurice Trintignant et Bruce McLaren, anciens vainqueurs de l'épreuve

### Première séance - jeudi 23 mai
Les essais qualificatifs commencent le jeudi après-midi, sous le soleil. Présents dans les stands, Phil Hill et Giancarlo Baghetti attendaient leurs nouvelles ATS, mais devant le retard pris dans leur préparation l'équipe italienne déclare finalement forfait, réduisant à dix-sept le nombre de pilotes en piste, la plupart cherchant surtout à mettre au point leurs monoplaces et ne cherchant pas la performance en cette première journée. Beaucoup sont retardés par des problèmes mécaniques et ne couvrent que quelques tours. Jack Brabham est très vite stoppé par un bris de soupape, avant même d'avoir effectué un tour rapide, et la distribution endommagée va le contraindre à aller faire réparer son moteur Climax en Angleterre. Longtemps immobilisé par des problèmes d'injection, Bruce McLaren figure également en bas du tableau. Disposant d'une Lotus, Jim Clark est le premier à effectuer une série de tours rapides ; il va dominer la session avec un tour à 118,8 km/h de moyenne, battant son temps de qualification de l'année précédente. Il se montre également très rapide au volant de sa voiture de réserve, pourtant équipée d'un moteur déjà éprouvé. Seules les deux BRM de Graham Hill et Richie Ginther s'approcheront à moins de deux secondes de la performance de l'Écossais au terme d'une séance de qualifications peu disputée.
| Pos. | Pilote              | Écurie         | Temps        | Écart    |
| ---- | ------------------- | -------------- | ------------ | -------- |
| 1    | Jim Clark           | Lotus-Climax   | 1 min 35 s 3 |          |
| 2    | Graham Hill         | BRM            | 1 min 37 s 0 | + 1 s 7  |
| 3    | Richie Ginther      | BRM            | 1 min 37 s 0 | + 1 s 7  |
| 4    | Willy Mairesse      | Ferrari        | 1 min 37 s 6 | + 2 s 3  |
| 5    | Innes Ireland       | Lotus-BRM      | 1 min 37 s 9 | + 2 s 6  |
| 6    | Tony Maggs          | Cooper-Climax  | 1 min 38 s 4 | + 3 s 1  |
| 7    | John Surtees        | Ferrari        | 1 min 38 s 7 | + 3 s 4  |
| 8    | Dan Gurney          | Brabham-Climax | 1 min 38 s 9 | + 3 s 6  |
| 9    | Trevor Taylor       | Lotus-Climax   | 1 min 39 s 1 | + 3 s 8  |
| 10   | Jim Hall            | Lotus-BRM      | 1 min 41 s 0 | + 5 s 7  |
| 11   | Joseph Siffert      | Lotus-BRM      | 1 min 41 s 7 | + 6 s 4  |
| 12   | Joakim Bonnier      | Cooper-Climax  | 1 min 42 s 5 | + 7 s 2  |
| 13   | Maurice Trintignant | Lola-Climax    | 1 min 43 s 0 | + 7 s 7  |
| 14   | Bruce McLaren       | Cooper-Climax  | 1 min 43 s 8 | + 8 s 5  |
| 15   | Chris Amon          | Lola-Climax    | 1 min 43 s 8 | + 8 s 5  |
| 16   | Jack Brabham        | Brabham-Climax | 1 min 44 s 7 | + 9 s 4  |
| 17   | Bernard Collomb     | Lotus-Climax   | 1 min 46 s 8 | + 11 s 5 |

### Deuxième séance - vendredi 24 mai

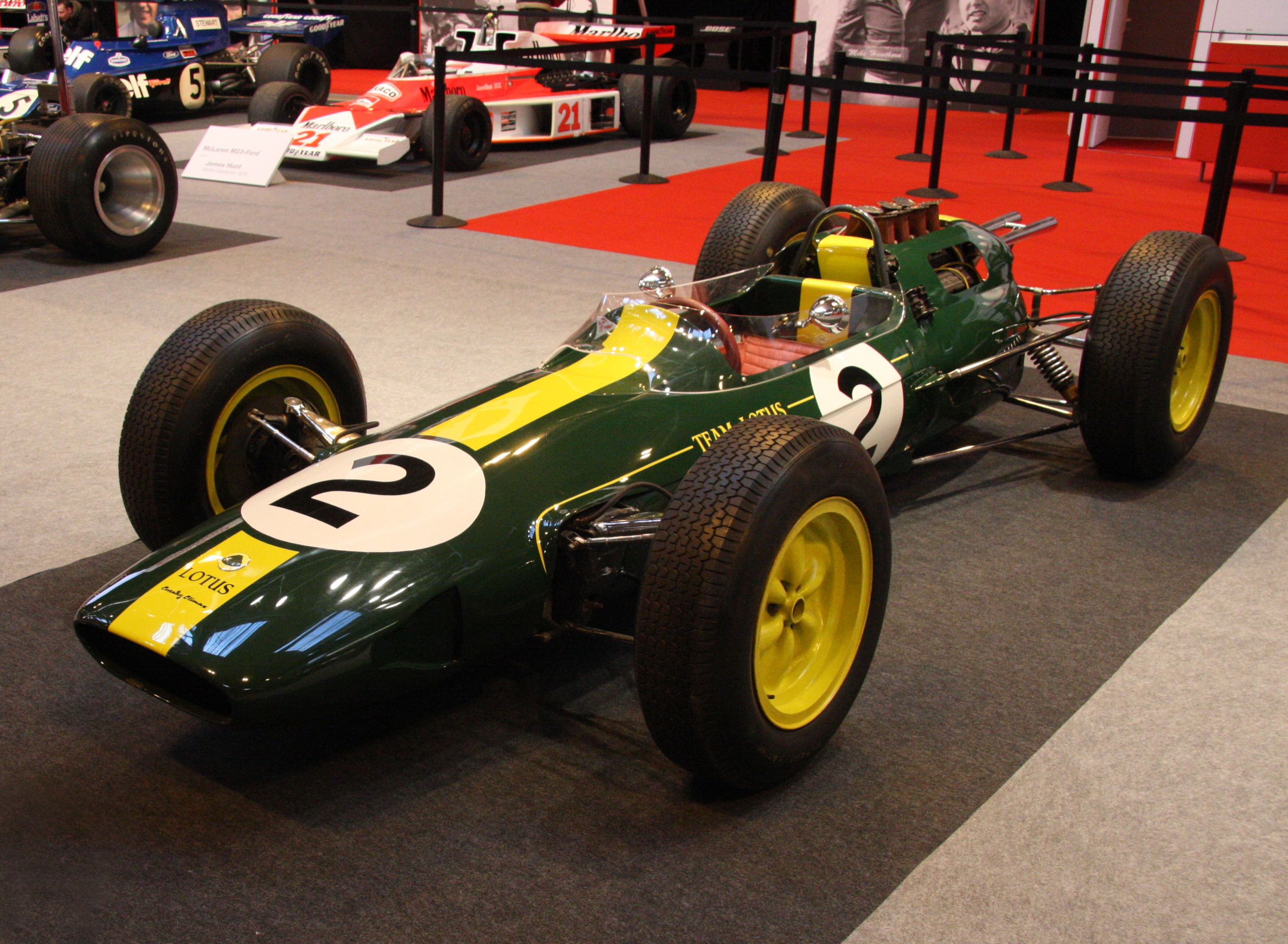
Aux mains de Jim Clark, la Lotus 25 s'est montrée de loin la plus rapide des essais.

La deuxième séance débute le vendredi matin, à sept heures et demie. Les Ferrari sont parmi les premières en piste, Willy Mairesse établissant rapidement un temps de référence, à moins d'une seconde de celui réalisé la veille par Clark. Dans un style très spectaculaire, son coéquipier John Surtees parvient peu après à battre, d'un dixième de seconde, le temps de Clark. L'Écossais prend alors la piste, mais, le circuit étant alors encombré, ne va pas parvenir à réaliser un tour sans être gêné par les voitures plus lentes. Rentré au stand, il va attendre la fin de séance pour une nouvelle tentative. La piste est alors dégagée et il peut accomplir une série de tours très rapides. Il parvient tout d'abord à égaler le temps de Surtees puis, dans les dernières minutes, à accomplir une ultime boucle à 120 km/h de moyenne, améliorant d'une seconde son meilleur temps de la veille. Troisième meilleur temps derrière Clark et Surtees, Innes Ireland s'est également mis en évidence au volant de son ancienne Lotus, devançant les BRM de Hill et Ginther. Dan Gurney était en passe d'accomplir une excellente performance lorsque le moteur de sa Brabham a serré, et le pilote américain doit se contenter du septième temps, derrière Mairesse.
| Pos. | Pilote              | Écurie         | Temps        | Écart   |
| ---- | ------------------- | -------------- | ------------ | ------- |
| 1    | Jim Clark           | Lotus-Climax   | 1 min 34 s 3 |         |
| 2    | John Surtees        | Ferrari        | 1 min 35 s 2 | + 0 s 9 |
| 3    | Innes Ireland       | Lotus-BRM      | 1 min 35 s 5 | + 1 s 2 |
| 4    | Graham Hill         | BRM            | 1 min 35 s 7 | + 1 s 4 |
| 5    | Richie Ginther      | BRM            | 1 min 35 s 8 | + 1 s 5 |
| 6    | Willy Mairesse      | Ferrari        | 1 min 36 s 0 | + 1 s 7 |
| 7    | Dan Gurney          | Brabham-Climax | 1 min 36 s 1 | + 1 s 8 |
| 8    | Trevor Taylor       | Lotus-Climax   | 1 min 36 s 2 | + 1 s 9 |
| 9    | Tony Maggs          | Cooper-Climax  | 1 min 37 s 9 | + 3 s 6 |
| 10   | Bruce McLaren       | Cooper-Climax  | 1 min 38 s 3 | + 4 s 0 |
| 11   | Joakim Bonnier      | Cooper-Climax  | 1 min 39 s 4 | + 5 s 1 |
| 12   | Joseph Siffert      | Lotus-BRM      | 1 min 40 s 9 | + 6 s 6 |
| 13   | Maurice Trintignant | Lola-Climax    | 1 min 41 s 3 | + 7 s 0 |
| 14   | Chris Amon          | Lola-Climax    | 1 min 41 s 4 | + 7 s 1 |
| 15   | Jim Hall            | Lotus-BRM      | 1 min 41 s 7 | + 7 s 4 |
| 16   | Bernard Collomb     | Lotus-Climax   | 1 min 43 s 3 | + 9 s 0 |

### Troisième séance - samedi 25 mai

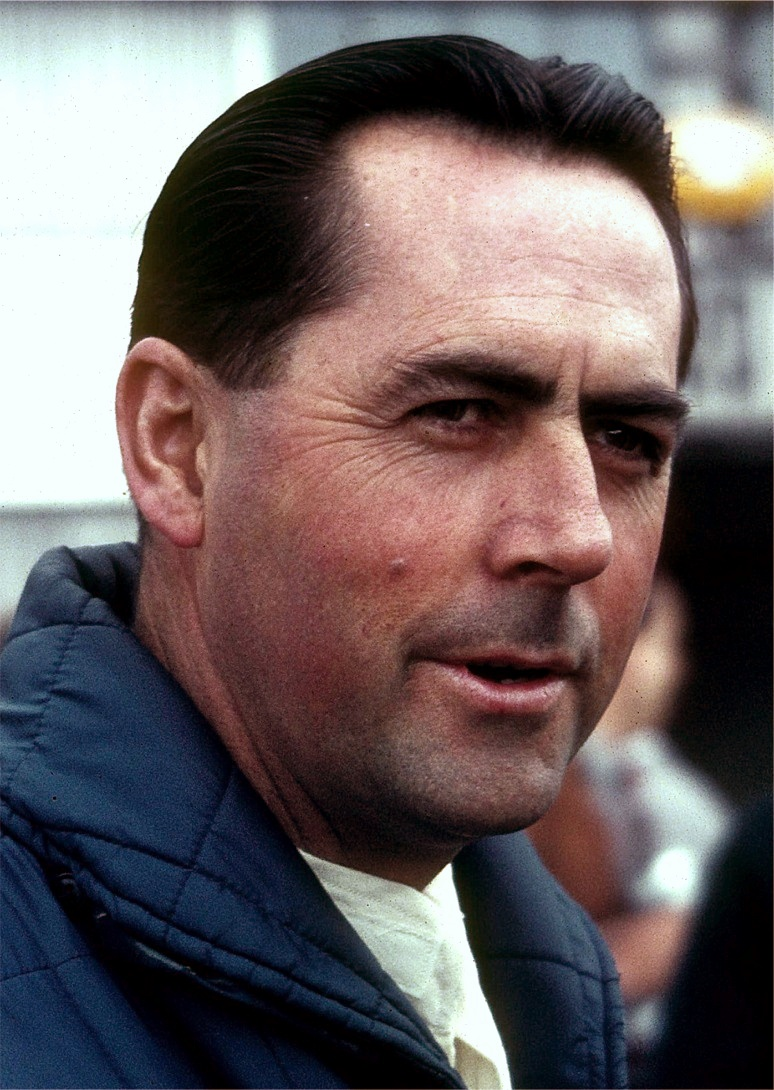
Cédant spontanément son moteur à son coéquipier Dan Gurney, Jack Brabham ne dispute pas la dernière séance d'essais.

La troisième séance se dispute le samedi, entre quatorze heures et quinze heures quinze, toujours sous un beau soleil. À la suite de la casse de moteur ayant touché la monoplace de Gurney, Jack Brabham a décidé de céder son propre moteur à son coéquipier, renonçant à disputer la course sur sa voiture habituelle. Qualifié d'office, le champion australien pourra néanmoins prendre le départ le lendemain en louant la voiture de réserve de l'équipe Lotus, mais n'ayant pratiquement pas tourné les deux jours précédents, il partira en fond de grille au volant d'une monoplace qu'il n'a jamais testée. Au sein du Reg Parnell Racing, un problème similaire se pose, Maurice Trintignant ayant cassé le moteur de sa Lola. Comme le Français, également qualifié d'office, bénéficie d'une prime de départ appréciable, Tim Parnell lui confie la monoplace de Chris Amon, ce dernier devant déclarer forfait.
Soucieux d'améliorer leurs positions de départ, les pilotes BRM se mettent en évidence et réalisent les deux meilleurs temps de la séance, Hill devançant son coéquipier Ginther de deux dixièmes de seconde, sans menacer toutefois Clark qui, grâce à sa performance de la veille, partira en pole position. Le pilote écossais s'est contenté de tourner avec son  mulet au cours de cette dernière session, égalant néanmoins le temps de Ginther. Hill s'élancera à ses côtés en première ligne, devant la Ferrari de Surtees et la BRM de son coéquipier. Dernier des pilotes devant se qualifier, le Français Bernard Collomb (Lotus) ne sera pas autorisé à prendre le départ.
| Pos. | Pilote              | Écurie         | Temps        | Écart    |
| ---- | ------------------- | -------------- | ------------ | -------- |
| 1    | Graham Hill         | BRM            | 1 min 35 s 0 |          |
| 2    | Richie Ginther      | BRM            | 1 min 35 s 2 | + 0 s 2  |
| 3    | Jim Clark           | Lotus-Climax   | 1 min 35 s 2 | + 0 s 2  |
| 4    | Innes Ireland       | Lotus-BRM      | 1 min 35 s 7 | + 0 s 7  |
| 5    | Dan Gurney          | Brabham-Climax | 1 min 35 s 8 | + 0 s 8  |
| 6    | Willy Mairesse      | Ferrari        | 1 min 35 s 9 | + 0 s 9  |
| 7    | Bruce McLaren       | Cooper-Climax  | 1 min 36 s 0 | + 1 s 0  |
| 8    | John Surtees        | Ferrari        | 1 min 36 s 5 | + 1 s 5  |
| 9    | Trevor Taylor       | Lotus-Climax   | 1 min 38 s 6 | + 3 s 6  |
| 10   | Joakim Bonnier      | Cooper-Climax  | 1 min 38 s 6 | + 3 s 6  |
| 11   | Tony Maggs          | Cooper-Climax  | 1 min 39 s 1 | + 4 s 1  |
| 12   | Joseph Siffert      | Lotus-BRM      | 1 min 39 s 4 | + 4 s 4  |
| 13   | Jim Hall            | Lotus-BRM      | 1 min 43 s 6 | + 8 s 6  |
| 14   | Bernard Collomb     | Lotus-Climax   | 1 min 44 s 9 | + 9 s 9  |
| 15   | Maurice Trintignant | Lola-Climax    | 1 min 48 s 9 | + 13 s 9 |

### Tableau final des qualifications
| Pos. | Pilote              | Écurie         | Temps        | Écart    | Commentaire                              |
| ---- | ------------------- | -------------- | ------------ | -------- | ---------------------------------------- |
| 1    | Jim Clark           | Lotus-Climax   | 1 min 34 s 3 |          | temps réalisé le vendredi                |
| 2    | Graham Hill         | BRM            | 1 min 35 s 0 | + 0 s 7  | temps réalisé le samedi                  |
| 3    | John Surtees        | Ferrari        | 1 min 35 s 2 | + 0 s 9  | temps réalisé le vendredi                |
| 4    | Richie Ginther      | BRM            | 1 min 35 s 2 | + 0 s 9  | temps réalisé le samedi                  |
| 5    | Innes Ireland       | Lotus-BRM      | 1 min 35 s 5 | + 1 s 2  | temps réalisé le vendredi                |
| 6    | Dan Gurney          | Brabham-Climax | 1 min 35 s 8 | + 1 s 5  | temps réalisé le samedi                  |
| 7    | Willy Mairesse      | Ferrari        | 1 min 35 s 9 | + 1 s 6  | temps réalisé le samedi                  |
| 8    | Bruce McLaren       | Cooper-Climax  | 1 min 36 s 0 | + 1 s 6  | temps réalisé le samedi                  |
| 9    | Trevor Taylor       | Lotus-Climax   | 1 min 37 s 2 | + 2 s 9  | temps réalisé le vendredi                |
| 10   | Tony Maggs          | Cooper-Climax  | 1 min 37 s 9 | + 3 s 6  | temps réalisé le vendredi                |
| 11   | Joakim Bonnier      | Cooper-Climax  | 1 min 38 s 6 | + 4 s 3  | temps réalisé le samedi                  |
| 12   | Joseph Siffert      | Lotus-BRM      | 1 min 39 s 4 | + 4 s 1  | temps réalisé le samedi                  |
| 13   | Jim Hall            | Lotus-BRM      | 1 min 41 s 0 | + 6 s 7  | temps réalisé le jeudi                   |
| 14   | Maurice Trintignant | Lola-Climax    | 1 min 41 s 3 | + 7 s 0  | temps réalisé le vendredi                |
| 15   | Chris Amon          | Lola-Climax    | 1 min 41 s 4 | + 7 s 1  | temps réalisé le vendredi                |
| 16   | Bernard Collomb     | Lotus-Climax   | 1 min 43 s 3 | + 9 s 0  | temps réalisé le vendredi - non-qualifié |
| 17   | Jack Brabham        | Brabham-Climax | 1 min 44 s 7 | + 10 s 7 | temps réalisé le jeudi                   |

## Grille de départ du Grand Prix

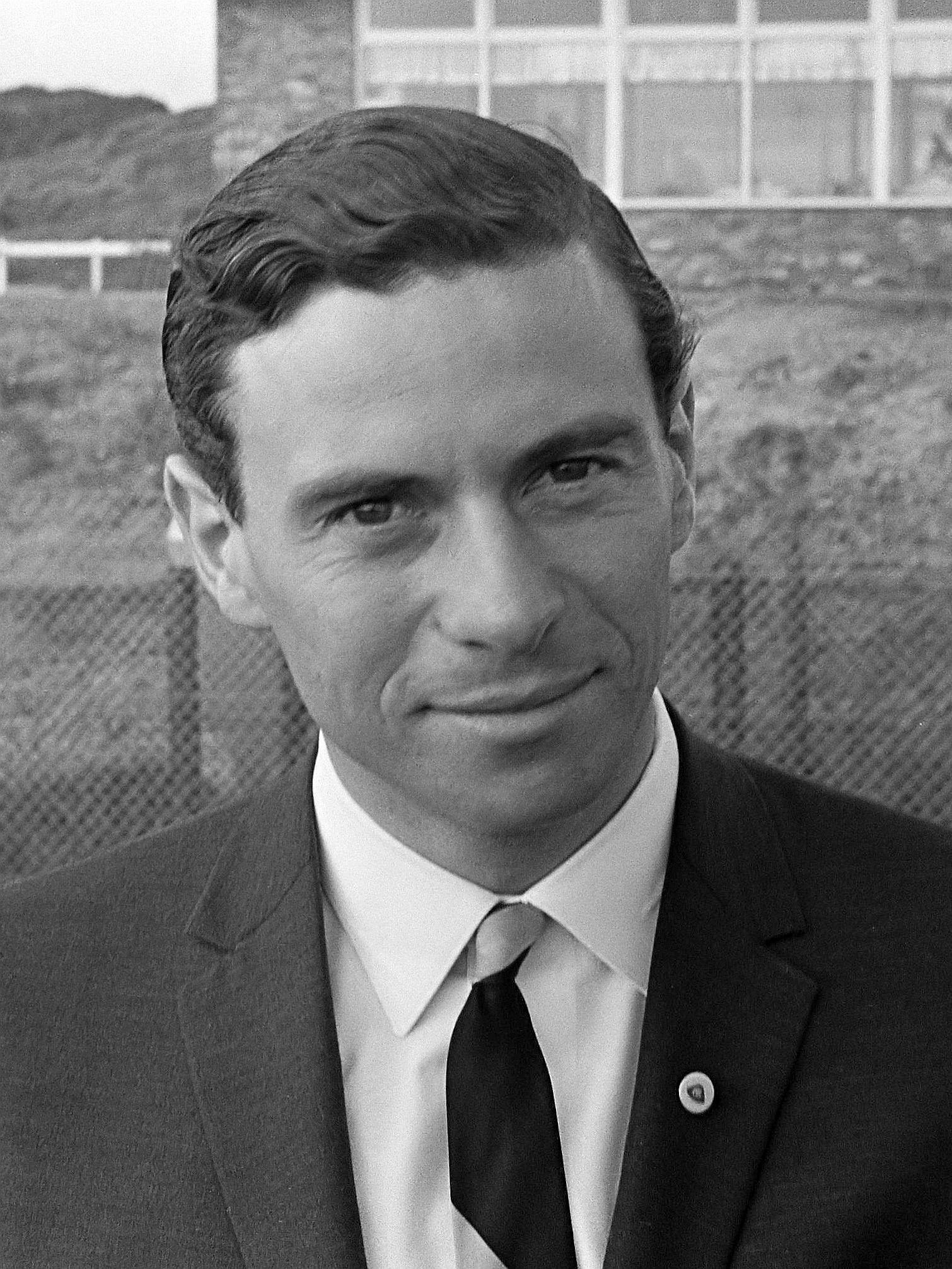
Comme l'année précédente, Jim Clark s'élancera en pole position sur le circuit de Monaco.

| 1re ligne | Pos. 1                     |                               | Pos. 2                        |                             |
|           | Clark Lotus 1 min 34 s 3   |                               | G. Hill BRM 1 min 35 s 0      |                             |
| 2e ligne  |                            | Pos. 3                        |                               | Pos. 4                      |
|           |                            | Surtees Ferrari 1 min 35 s 2  |                               | Ginther BRM 1 min 35 s 2    |
| 3e ligne  | Pos. 5                     |                               | Pos. 6                        |                             |
|           | Ireland Lotus 1 min 35 s 5 |                               | Gurney Brabham 1 min 35 s 8   |                             |
| 4e ligne  |                            | Pos. 7                        |                               | Pos. 8                      |
|           |                            | Mairesse Ferrari 1 min 35 s 9 |                               | McLaren Cooper 1 min 36 s 0 |
| 5e ligne  | Pos. 9                     |                               | Pos. 10                       |                             |
|           | Taylor Lotus 1 min 37 s 2  |                               | Maggs Cooper 1 min 37 s 9     |                             |
| 6e ligne  |                            | Pos. 11                       |                               | Pos. 12                     |
|           |                            | Bonnier Cooper 1 min 38 s 6   |                               | Siffert Lotus 1 min 39 s 4  |
| 7e ligne  | Pos. 13                    |                               | Pos. 14                       |                             |
|           | Hall Lotus 1 min 41 s 0    |                               | Trintignant Lola 1 min 41 s 3 |                             |
| 8e ligne  |                            | Pos. 15                       |                               |                             |
|           |                            | Brabham Lotus 1 min 44 s 7    |                               |                             |

## Déroulement de la course
Le départ est donné le dimanche à quatorze heures quarante-cinq, sous un chaud soleil. Les quinze monoplaces s'élancent dans un nuage de fumée, Graham Hill plaçant sa BRM devant la Lotus de Jim Clark. Hill repasse le premier devant les stands, devant son coéquipier Richie Ginther qui a débordé Clark (dont le moteur a des ratés) à la sortie du tunnel. Le reste du peloton vient ensuite, emmené par la Ferrari de John Surtees et la Cooper de Bruce McLaren. Le moteur de Clark tourne désormais normalement et le pilote écossais se montre de plus en menaçant derrière Ginther. À la fin du cinquième tour, il parvient à le dépasser dans le virage du gazomètre, s'emparant de la deuxième place. Il se trouve maintenant dans les roues de Hill, qu'il attaque à la fin du tour suivant. Sorti de l'épingle en tête, il ne peut cependant réaccélérer aussi tôt que son adversaire, qui est resté sur la bonne trajectoire et reprend le commandement. Le même scénario se reproduit une boucle plus tard, Clark sortant à nouveau entête du virage du Gazomètre ; virant trop large, il touche les bottes de paille et se retrouve une nouvelle derrière son adversaire à l'accélération. Clark va alors temporisant, restant dans les roues de la BRM durant une dizaine de tours avant de porter une nouvelle attaque, toujours à l'épingle du Gazomètre ; cette fois la Lotus est sur une meilleure trajectoire et achève le dix-septième tour pratiquement au niveau de la BRM. Dans la montée vers Sainte-Dévote, Clark prend la tête. Hill tente un temps de s'accrocher mais après quelques kilomètres le pilote écossais hausse le rythme et parvient à se détacher légèrement. Au vingtième passage devant les stands, il a porté son avance à une seconde et demie. Ginther, Surtees et McLaren viennent ensuite, les cinq hommes de tête étant groupés en moins de cinq seconde. Une cassure s'est faite avec le deuxième peloton, mené par la Lotus d'Innes Ireland et la Ferrari de Willy Mairesse, qui se disputent la sixième place.
Malgré ses efforts, Hill ne peut empêcher Clark de s'échapper. Au quart de la course, l'écart entre les deux premiers est de trois secondes et demie. Une seconde plus loin, Ginther est directement menacé par Surtees qui, après plusieurs attaques, finit par déborder le pilote américain dans le virage du Gazomètre, à la fin du vingt-huitième tour. Surtees se lance dès lors à la poursuite de Hill et quelques boucles plus tard la Ferrari est dans le sillage de la première BRM. Tandis qu'en tête Clark continue à accentuer son avance, la lutte pour les places d'honneur continue à tenir le public en haleine : constamment dans ses roues, Surtees ne laisse aucun répit à Hill, mais le pilote BRM maintient son rythme dans un style très coulé, ne laissant aucune ouverture à son compatriote. Le duel pour la quatrième place est d'une même intensité, mais les attaques de McLaren sur Ginther restent vaines. Longtemps bloqué derrière Ireland, Mairesse va parvenir à déborder la Lotus au cours du trente-troisième tour. Le pilote belge s'en détache rapidement mais quelques minutes plus tard il regagne son stand au ralenti pour y abandonner, boîte de vitesses cassée. Ireland retrouve la sixième place, très provisoirement car au cours du quarante-et-unième tour, alors qu'il aborde le virage du Portier, il se retrouve malencontreusement au point mort et ne peut éviter de heurter la digue, abandonnant sur place. Clark a alors une marge de six secondes sur Hill et Surtees et de douze secondes sur Ginther et McLaren, tandis que son coéquipier Trevor Taylor, désormais sixième, est à près d'une minute. Le champion écossais tourne de plus en plus vite ; à la mi-course, alors qu'il vient d'accomplir un tour à plus de 118 km/h de moyenne, son avance a encore augmenté, Hill et Surtees se trouvant à plus de huit secondes de la Lotus. Dix secondes plus loin, Ginther et McLaren sont toujours roues dans roues, tandis qu'au volant de sa Cooper Tony Maggs a rattrapé Taylor, qui semble en difficulté.
Après de nombreuses et vaines attaques, Surtees parvient à déborder Hill en virant à la corde de l'épingle du Gazomètre ; embarqué par son élan Surtees rase les bottes de paille à la sortie de virage tandis que Hill accélère plus tôt et se replace à la droite de la Ferrari. Les deux monoplaces sont pratiquement côte à côte devant les stands mais dans la montée vers Sainte Dévote la Ferrari, plus puissante, prend l'avantage. Dans un style spectaculaire, Surtees tente de décrocher son rival, mais la BRM reste collée dans son sillage. Au soixantième tour les deux pilotes anglais sont toujours roues dans roues à onze secondes de Clark, mais Surtees semble de plus en plus gêné par l'huile qui macule ses lunettes de protection ; à la fin du soixante-deuxième tour, il laisse passer son rival et chausse ses lunettes de rechange, perdant quelques secondes dans l'opération. Il ne parviendra plus à rejoindre la BRM, d'autant qu'une chute de pression d'huile le contraint bientôt à ménager son moteur. Il commence à perdre du terrain sur Ginther, qui a réussi à se détacher de McLaren. Au soixante-dixième passage devant les stands, alors que Clark a une nouvelle fois battu le record du tour (à 119,3 km/h de moyenne) et porté son avance sur Hill à quatorze secondes, Ginther a rattrapé la Ferrari. L'Américain reste quelques tours dans son sillage avant de le déborder au soixante-quinzième tour. Il se trouve alors à vingt-sept secondes de la Lotus de tête et à dix de son coéquipier. Trois boucles plus tard, c'est au tour de McLaren de prendre le meilleur sur Surtees, désormais cinquième. Dès lors, les positions semblent acquises ; avec près de vingt secondes d'avance, Clark a logiquement course gagnée. Cependant, alors qu'il a sensiblement baissé son allure, le pilote écossais ne parvient pas à rétrograder à l'approche du virage du Bureau de tabac, sa boîte de vitesses se bloquant. Il négocie le virage à gauche et tente de sélectionner le second rapport dans la ligne droite précédant le Gazomètre, mais le sélecteur engage alors simultanément la seconde et la quatrième, provoquant un blocage des roues arrière et une sortie de piste de la Lotus, qui ne pourra repartir. Hill retrouve le commandement de la course, sept secondes devant son coéquipier Ginther. Le champion du monde conserve un rythme élevé, il va d'ailleurs peu après battre le record de Clark avec un tour à plus de 119,5 km/h. Derrière les deux BRM, McLaren se maintient en troisième position, cinq secondes devant Surtees qui a su préserver son moteur. Constatant que la pression d'huile ne baisse plus, Le pilote Ferrari va d'ailleurs hausser la cadence dans les derniers tours, tentant de revenir sur la Cooper qui le précède. À trois tours de l'arrivée, il améliore le record du tour, à près de 119,7 km/h, et se rapproche nettement de McLaren. Ce dernier réagit aussitôt et égale le temps de son poursuivant. Malgré tous ses efforts et un dernier tour record à 119,8 km/h, Surtees échoue à un peu plus d'une seconde de McLaren, troisième derrière les deux BRM de Hill et Ginther. Seuls ces quatre pilotes terminent dans le même tour, loin devant Maggs qui avait pris le meilleur sur Taylor lorsque ce dernier avait effectué un arrêt au stand, peu après la mi-course.

### Classements intermédiaires
Classements intermédiaires des monoplaces aux premier, cinquième, dixième, quinzième, vingtième, vingt-cinquième, trentième, trente-cinquième, quarantième, cinquantième, soixantième, soixante-dixième, soixante-quinzième, quatre-vingtième et quatre-vingt-dixième tours,.

### Classement de la course
| Pos  | No | Pilote              | Écurie         | Tours | Temps/Abandon                 | Grille | Points |
| ---- | -- | ------------------- | -------------- | ----- | ----------------------------- | ------ | ------ |
| 1    | 6  | Graham Hill         | BRM            | 100   | 2 h 41 min 49 s 7             | 2      | 9      |
| 2    | 5  | Richie Ginther      | BRM            | 100   | 2 h 41 min 54 s 3 (+ 4 s 6)   | 4      | 6      |
| 3    | 7  | Bruce McLaren       | Cooper-Climax  | 100   | 2 h 42 min 02 s 5 (+ 12 s 8)  | 8      | 4      |
| 4    | 21 | John Surtees        | Ferrari        | 100   | 2 h 42 min 03 s 8 (+ 14 s 1)  | 3      | 3      |
| 5    | 8  | Tony Maggs          | Cooper-Climax  | 98    | 2 h 42 min 31 s 9 (+ 2 tours) | 10     | 2      |
| 6    | 10 | Trevor Taylor       | Lotus-Climax   | 98    | 2 h 42 min 43 s 4 (+ 2 tours) | 9      | 1      |
| 7    | 11 | Jo Bonnier          | Cooper-Climax  | 94    | 2 h 42 min 38 s 8 (+ 6 tours) | 11     |        |
| 8    | 9  | Jim Clark           | Lotus-Climax   | 78    | Boîte de vitesses             | 1      |        |
| 9    | 3  | Jack Brabham        | Lotus-Climax   | 77    | Boîte de vitesses             | 15     |        |
| Abd. | 14 | Innes Ireland       | Lotus-BRM      | 40    | Accident                      | 5      |        |
| Abd. | 20 | Willy Mairesse      | Ferrari        | 37    | Boîte de vitesses             | 7      |        |
| Abd. | 17 | Maurice Trintignant | Lola-Climax    | 34    | Embrayage                     | 14     |        |
| Abd. | 4  | Dan Gurney          | Brabham-Climax | 25    | Différentiel                  | 6      |        |
| Abd. | 12 | Jim Hall            | Lotus-BRM      | 20    | Boîte de vitesses             | 13     |        |
| Abd. | 25 | Jo Siffert          | Lotus-BRM      | 3     | Moteur                        | 12     |        |
| Np.  | 15 | Chris Amon          | Lola-Climax    |       | Non partant                   |        |        |
| Nq.  | 24 | Bernard Collomb     | Lotus-Climax   |       | Non qualifié                  |        |        |

Légende :
- Abd.=Abandon

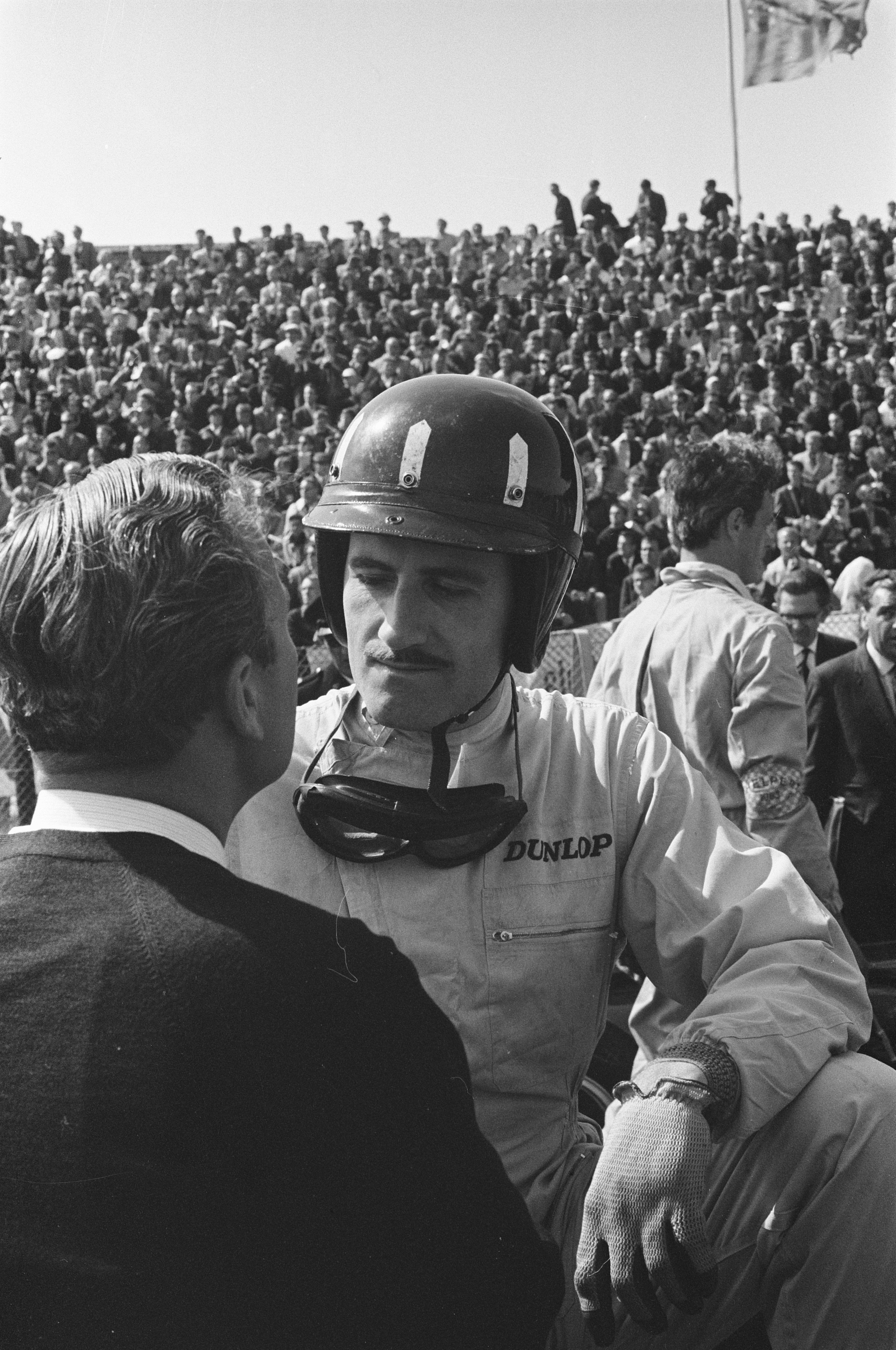
Graham Hill, vainqueur de la première manche de la saison.

Bien que n'ayant pas terminé la course, Jim Clark et Jack Brabham sont classés car ils ont parcouru plus des deux tiers de la distance de la course.

### Pole position et record du tour

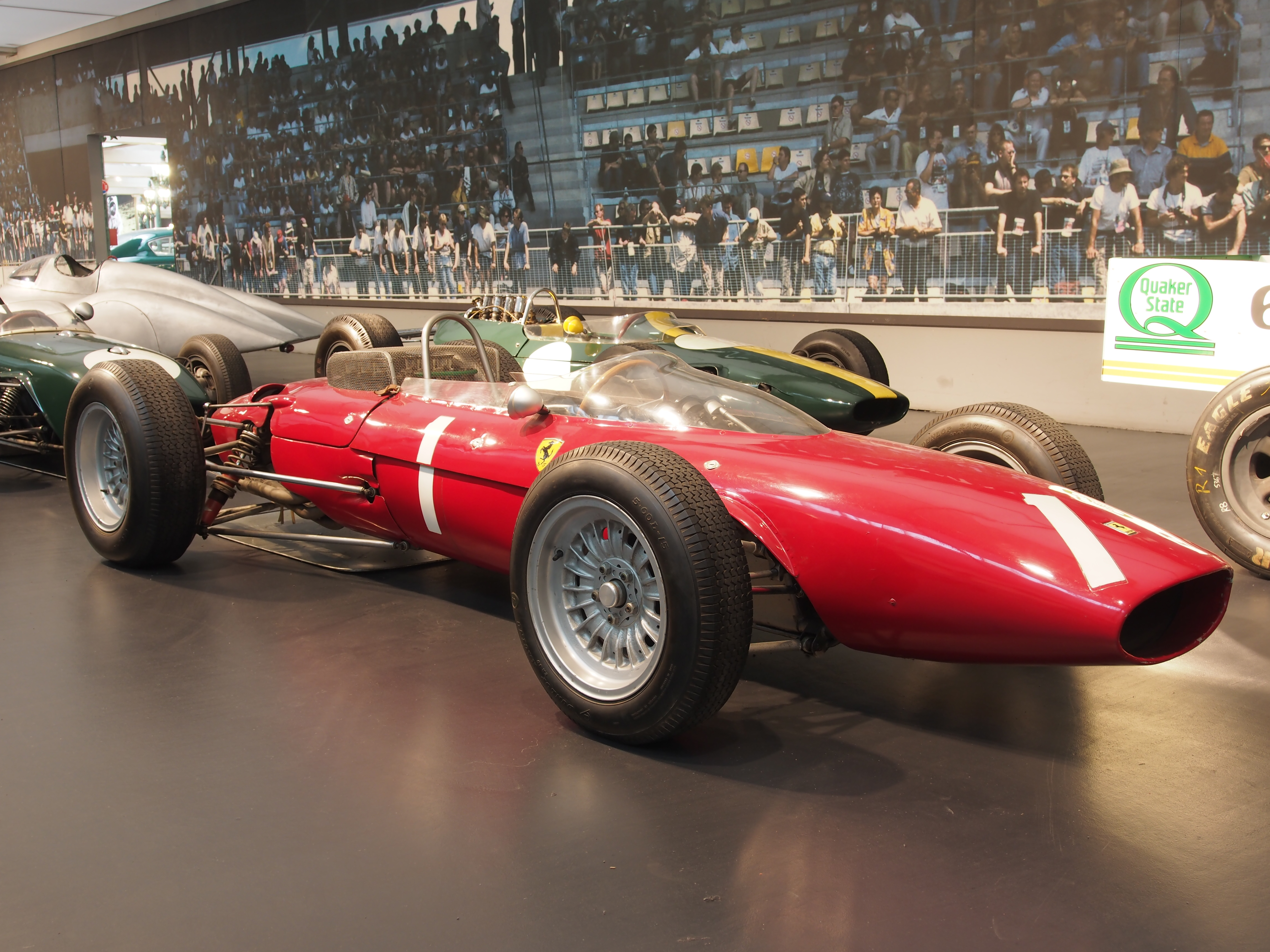
La Ferrari 156-63 a obtenu le record du tour aux mains de John Surtees.

- Pole position :  Jim Clark en 1 min 34 s 3 (vitesse moyenne : 120,064 km/h). Temps réalisé lors de la journée d'essais du vendredi 24 mai[2].
- Meilleur tour en course :  John Surtees en 1 min 34 s 5 au 100e tour (vitesse moyenne : 119,810 km/h).

#### Évolution du record du tour en course
Le meilleur tour fut amélioré dix-huit fois au cours de l'épreuve,.

### Tours en tête
- Graham Hill : 39 tours (1-17 / 79-100)
- Jim Clark : 61 tours (18-78)

## Classement général à l'issue de la course
- Attribution des points : 9, 6, 4, 3, 2, 1 respectivement aux six premiers de chaque épreuve.
- Pour la coupe des constructeurs, même barème et seule la voiture la mieux classée de chaque équipe inscrit des points.
- Seuls les six meilleurs résultats sont comptabilisés.
- Le règlement permet aux pilotes de se relayer sur une même voiture, les points éventuellement acquis étant alors perdus pour pilotes et constructeur[2].

| Pos. | Pilote         | Écurie  | Points | MON | BEL | NL | FRA | GBR | ALL | ITA | USA | MEX | AFS |
| ---- | -------------- | ------- | ------ | --- | --- | -- | --- | --- | --- | --- | --- | --- | --- |
| 1    | Graham Hill    | BRM     | 9      | 9   |     |    |     |     |     |     |     |     |     |
| 2    | Richie Ginther | BRM     | 6      | 6   |     |    |     |     |     |     |     |     |     |
| 3    | Bruce McLaren  | Cooper  | 4      | 4   |     |    |     |     |     |     |     |     |     |
| 4    | John Surtees   | Ferrari | 3      | 3   |     |    |     |     |     |     |     |     |     |
| 5    | Tony Maggs     | Cooper  | 2      | 2   |     |    |     |     |     |     |     |     |     |
| 6    | Trevor Taylor  | Lotus   | 1      | 1   |     |    |     |     |     |     |     |     |     |

| Pos. | Écurie        | Points | MON | BEL | NL | FRA | GBR | ALL | ITA | USA | MEX | AFS |
| ---- | ------------- | ------ | --- | --- | -- | --- | --- | --- | --- | --- | --- | --- |
| 1    | BRM           | 9      | 9   |     |    |     |     |     |     |     |     |     |
| 2    | Cooper-Climax | 4      | 4   |     |    |     |     |     |     |     |     |     |
| 3    | Ferrari       | 3      | 3   |     |    |     |     |     |     |     |     |     |
| 4    | Lotus-Climax  | 1      | 1   |     |    |     |     |     |     |     |     |     |

## À noter
- 5e victoire en championnat du monde pour Graham Hill.
- 6e victoire en championnat du monde pour BRM en tant que constructeur.
- 6e victoire en championnat du monde pour BRM en tant que motoriste.